# جناح دایگاکوجی
جناح دایگاکوجی، دایگاکوجی-تو (به ژاپنی: 大覚寺統 だいかくじとう)، خطی از خانواده امپراتوری بود که از اواخر دوره کاماکورا تا دوره نانبوکوچو (در دوره نانبوکوچو، به عنوان دربار جنوبی) به سلطنت رسید و با جناح جیمیوئین در تضاد بود. این نام از این واقعیت گرفته شده است که امپراتور گو-ساگا، پسر نودمین امپراتور کامه‌یاما، که پسر هشتاد و هشتمین امپراتور گوساگا و برادر کوچکتر هشتاد و نهمین امپراتور گوفوکاکوسا بود، در دایکاکو-جی در ساگانو (اوکیو، کیوتو، شهر کیوتو) زندگی می‌کرد.